# جمرية (فطر)
الجمرية هي عائلة من فُطور التفحم ضِمن رتبة السواديات. بشكلٍ عام، تحتوي هذه العائلة على 20 جنسًا و128 نوعًا. وُصفت هذه العائلة للمرة الأولى من قبل عالم الفطريات البلغاري كفيتومير دينشيف في عام 1997.

## روابط خارجية
- جمرية (فطر)  في فهرس فونغوروم.